# 克诺什
克诺什（法語：Quenoche，法語發音：[kənɔʃ]）是法国上索恩省的一个市镇，属于沃苏勒区。

## 地理
克诺什（47°28'7"N, 6°6'16"E）面积9.71 平方千米，位于法国勃艮第-弗朗什-孔泰大區上索恩省，该省份为法国东部内陆省份，北起顺时针与孚日省、贝尔福地区省、杜省、汝拉省、科多尔省和上马恩省接壤。
与克诺什接壤的市镇（或旧市镇、城区）包括：欧图瓦松、耶村、拉马拉谢尔、里奥、吕昂。

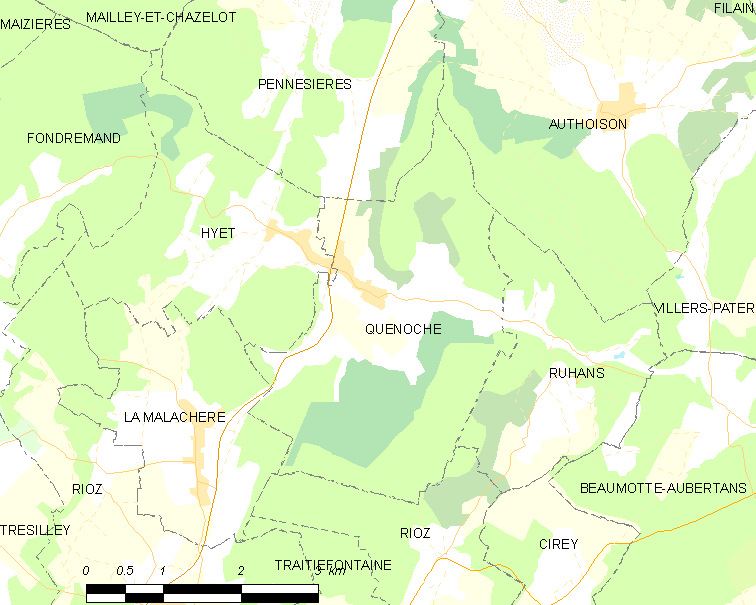
克诺什的OSM定位图

克诺什的时区为UTC+01:00、UTC+02:00（夏令时）。

## 行政
克诺什的邮政编码为70190，INSEE市镇编码为70431。

## 政治
克诺什所属的省级选区为里奥县。

## 人口

1962-2008年间克诺什人口变化图示

克诺什于2022年1月1日时的人口数量为241人。